# Basseterre
Basseterre (IPA: [bæsˈtɛər]; 14 000 abitanti nel 2018) è la capitale di Saint Kitts e Nevis, nelle Indie Occidentali. Copre una superficie di 6 km².
È situata a 17° 18' N e 62° 44' W, sull'isola di Saint Kitts, ed è uno dei principali centri commerciali delle Isole Sopravento settentrionali. L'industria leader era quella della raffinazione dello zucchero, ma è stata chiusa nel 2005.

## Storia
Basseterre fu fondata dai francesi nel 1627. La sua posizione strategica di porto commerciale fu sfruttata appieno da De Poincy durante il suo periodo trascorso come Governatore francese di Saint Kitts (1639-1660). De Poincy rifiutò di sottostare al re francese e probabilmente si considerò Bailiff Grand Cross dei Cavalieri di Saint John per via della sua richiesta di maggiore fedeltà rispetto a quella dovuta al re.

## Clima
| Basseterre          | Mesi | Mesi | Mesi | Mesi | Mesi | Mesi | Mesi | Mesi | Mesi | Mesi | Mesi | Mesi | Stagioni | Stagioni | Stagioni | Stagioni | Anno  |
| Basseterre          | Gen  | Feb  | Mar  | Apr  | Mag  | Giu  | Lug  | Ago  | Set  | Ott  | Nov  | Dic  | Inv      | Pri      | Est      | Aut      | Anno  |
| ------------------- | ---- | ---- | ---- | ---- | ---- | ---- | ---- | ---- | ---- | ---- | ---- | ---- | -------- | -------- | -------- | -------- | ----- |
| T. max. media (°C)  | 27,7 | 28,3 | 28,9 | 29,3 | 29,9 | 30,6 | 30,8 | 30,9 | 31,0 | 30,5 | 29,8 | 28,5 | 28,2     | 29,4     | 30,8     | 30,4     | 29,7  |
| T. min. media (°C)  | 22,4 | 22,1 | 22,5 | 23,5 | 24,4 | 25,2 | 25,1 | 25,2 | 25,0 | 24,7 | 24,0 | 23,2 | 22,6     | 23,5     | 25,2     | 24,6     | 23,9  |
| Precipitazioni (mm) | 96   | 54   | 48   | 67   | 91   | 83   | 120  | 137  | 140  | 125  | 130  | 89   | 239      | 206      | 340      | 395      | 1 180 |

## Infrastrutture e trasporti
La città è servita dall'Aeroporto Internazionale Robert L. Bradshaw.